# Волфганг Шисел
Волфганг Шисел (Беч, 7. јун 1945) је аустријски политичар.
Рођен је 7. јуна 1945. у Бечу и после народне школе је ишао у гимназију у Бечу Шотенгимназијум где је матурирао 1963.
После матуре студирао је на Универзитет у Бечу и завршио за Др. иурис. Од 1968. до 1975. био је секретар Парламентског клуба од АНП (Аустријска народна партија ÖVP), од 1975. до јуна 1991. био је генерални секретар Домаћинства за рад (ÖW) једна организација од АНП.
Дана 21. априла 1995. постао је савезни партијски председник АНП. Од 1995. до 1997. био је заменик премијера Аустрије и од 4. фебруара 2000. до 11. јануара 2007. премијер републике Аустрије. На положају премијера наследио га је Алфред Гусенбауер.